# 119-я стрелковая дивизия (1-го формирования)
119-я стрелковая дивизия — воинское соединение (стрелковая дивизия) РККА Вооружённых сил СССР в Советско-финской войне и в Великой Отечественной войне. Имела четыре формирования.
В литературе встречается наименование:
- полное действительное — 119-я Красноярская стрелковая дивизия;
- сокращённое действительное — 119 сд.

## История формирования
Сформирована 19 августа 1939 года в Красноярске как стрелковая дивизия. Дивизию формировали:
- командир дивизии — комбриг А. Д. Березин;
- начальник штаба дивизии — полковник Бычков Василий Лаврентьевич;
- военный комиссар дивизии — полковой комиссар Шершин Дмитрий Иванович.

Управление формирования дислоцировалось в городе Красноярск, части — в городах Красноярск, Канск, Ачинск, станция Клюквенная (ныне город Уяр). После сформирования соединение вошло в состав 52-го стрелкового корпуса Сибирского военного округа (СибВО) РККА ВС Союза ССР.
29 ноября 1939 года началась Советско-финская война. 1-го января 1940 года формирование получило приказ о следовании на Советско-Финский фронт. Где пробыла в период с 23 января по 17 марта 1940 года. Дивизия располагалась в районе Кирконоки по побережью Ладожского озера. Непосредственного участия в войне дивизия не принимала, за исключением 349-го лёгкого артиллерийского полка, который вёл активную артподготовку, за, что получил высокую оценку командования. 17 марта 1940 года дивизия отбыла к прежнему месту своей дислокации Сибирского военного округа. 5 апреля 1940 года дивизия прибыла к прежнему месту дислокации и вновь вошла в 52-й стрелковый корпус.
Перейдя на штаты мирного времени дивизия приступила к повседневной учёбе личного состава. В сентябре 1940 года дивизию стрелковых войск РККА с инспекторской проверкой посетил Маршал Советского Союза Г. И. Кулик. В ходе проверки боевой и политической подготовки дивизия получила оценку «удовлетворительно», а артиллерийские и сапёрные формирования получили оценку «хорошо». Наиболее отличившиеся бойцы и командиры дивизии были награждены ценными подарками и знаками «Отличник РККА».

## Боевой путь
В действующей армии с 13 июля 1941 года — 17 марта 1942 года. На 22 июня 1941 года дислоцировалась в Красноярске, за исключением сапёрного батальона, направленного на западные границы. 29 июня 1941 года направлена на фронт. Разгрузилась в начале июля в Ржеве и Сычёвке.
Первый бой приняла 13 июля 1941 года западнее Оленино.
К 24 июля 1941 года 244-я стрелковая дивизия заняла оборону в районе Мончалово (западнее Ржева), имея соседями справа 246-ю и слева 119-ю стрелковые дивизии.
Находилась на рубеже реки Межа в течение полутора месяцев. В сентябре дивизия отошла и закрепилась южнее Нелидово. До 30 октября 1941 года отступала, и закрепилась на левом берегу Волги от Путилова до устья реки Тьма.
В дальнейшем отличилась в декабре 1941 года, приняв участие в Калининской наступательной операции, форсировала Волгу, организовав плацдарм и в результате был освобождён город Калинин. С 5 декабря 1941 года соединение в составе ударной группы 31-й армии дивизия перешла к решительному наступлению на участке Горохово /восточнее города Калинин/.
Отбивая неоднократные контратаки врага и ломая его прочную оборону, усиленную большим количеством артиллерии, миномётов и пулемётов, части дивизии и к исходу дня овладели деревнями Горохово и Эммаус и продолжали вклиниваться в оборону противника в глубину. К исходу 7 декабря 1941 года оборона противника на участке Горохово — Прибытково — Эммаус была окончательно прорвана. Враг на этом участке оставил только убитыми до 1 900 человек. С 8 по 17 декабря 1941 года части дивизии продолжали усиленное движение вперед, уничтожая живую силу и технику противника. В итоге этих десятидневных боев уничтожено до 1 500 человек солдат и офицеров. Захвачено: орудий разного калибра 126, ручных пулемётов — 62, винтовок — 350, автоматов — 150, снарядов — 6 500, винтовочных патронов — 450 000, 58 грузовых и 35 легковых автомашин, 350 велосипедов, 16 мотоциклов, один трактор и много другого вооружения и военного имущества, сбито два самолёта.
25 декабря 1941 года все части дивизии сосредоточились в исходное положение для дальнейшего наступления в направлении Подсоселье — Чухино — Кокошкино. Прорыв сильно укреплённого узла сопротивления в районе Чухино был одним из серьёзных боёв дивизии. Чухинский узел сопротивления противника в основном состоял из трёх сильно укреплённых населённых пункта, взаимосвязанных между собой. Всю технику немцы располагали в несколько линий идущих в глубину обороны. Первая линия — станковые и крупнокалиберные пулемёты, вторая — мелкокалиберные миномёты, третья — расчленено стояли 150 мм орудия. Каждая огневая точка, в том числе и мелкокалиберная артиллерия была установлена в своеобразных ДЗОТах, для чего были приспособлены сараи и отдельные жилые дома. Не сделав предварительной разведки, недооценив силы врага, части дивизии хотели лобовым ударом отбросить противника из деревни Чухино, но при первой же атаки были встречены ураганным ружейно-пулемётным огнём, огнём артиллерии и миномётов противника, и понеся потери в живой силе, убито более 300 человек и ранено более 500 человек, отошли в исходное положение. После тщательно проведённой разведки, были установлены силы противника и расположение его огневых точек. Тогда для обеспечения второй атаки были выдвинуты 18 орудий полковой и дивизионной артиллерии для стрельбы прямой наводкой с дистанции 500—800 метров. Неожиданный перекрестный огонь этих орудий, открытый прежде всего по передней линии, а затем перенесённый в глубь обороны — ошеломил врага. Противник начал беспорядочно отстреливаться вводя в бой одновременно все свои огневые средства, но эта паническая стрельба не остановила, а наоборот усилила огонь нашей артиллерии. Враг был морально парализован, что не принял даже необходимых тактических мер манёвренности ни огнём, ни колёсами, и, неся большие потери в живой силе и технике, бросая на поле боя трупы убитых и раненых солдат и офицеров, поспешно отходил. Нашей артиллерией уничтожено три вражеских орудия, три крупнокалиберных пулемёта, 5 станковых и ручных пулемётов, 4 миномёта и более 1 000 немцев. Захвачено: 7 орудий, 4 станковых, 6 ручных пулемётов, 12 миномётов, радиостанция и много другого военного имущества. Освобождая и дальше населённые пункты от немецких оккупантов, части дивизии 7 января 1942 года вышли на рубеж Столыпино — Шишкино — Колодкино, где по приказу командующего войсками 31-й армии закрепились и заняли круговую оборону.
Развивая наступление, дивизия продвигалась к городу Белый и достигла его к началу 1942 года.
17 марта 1942 года за мужество и героизм личного состава дивизии проявленные в боях против вооружённых сил нацистской Германии присвоено почётное звание «гвардейская» и назначен новый войсковой номер 17 и она преобразована в 17-ю гвардейскую стрелковую дивизию.

## В составе
- 52-й стрелковый корпус, СибВО
- Резерв Ставки ВГК, 24-я армия, 52-й стрелковый корпус — на 1 июля 1941 года.
- Резервный фронт, 30-я армия — на июль 1941 года.
- Резервный фронт, 31-я армия — на 1 октября 1941 года.

## Боевой и численный состав дивизии
- управление
- 421-й стрелковый полк
- 365-й стрелковый полк (до 06.10.1941)
- 634-й стрелковый полк
- 920-й стрелковый полк (с 06.10.1941, прибыл из 247-й стрелковой дивизии)
- 349-й лёгкий артиллерийский полк
- 510-й гаубичный артиллерийский полк (до 21.09.1941)
- 216-й отдельный истребительно-противотанковый дивизион
- 75-я зенитная батарея (257-й отдельный зенитный дивизион)
- 143-й отдельный разведбатальон (с сентября 1941 — 143-я отдельная разведрота)[2]
- 224-й сапёрный батальон (в боях дивизии не участвовал, 23.06.1941 передан в 23-ю стрелковую дивизию)
- 151-й отдельный батальон связи
- 137-й медико-санитарный батальон
- 129-я отдельная рота химический защиты
- 155-й автотранспортный батальон
- 143-я (491-я) полевая хлебопекарня
- 1006-й дивизионный ветеринарный лазарет
- 493-я (1609-я) полевая почтовая станция
- 360-я (1654-я) полевая касса Госбанка

Также в состав дивизии входили отдельный взвод регулировщиков, отдельный взвод НКВД, штабная батарея НАД.

## Командиры
- Березин, Александр Дмитриевич (19.08.1939 — 17.03.1942), комбриг, генерал-майор

## Память
- Именем первого комдива Александра Березина названа улица в Красноярске.
- Дивизия упомянута на плите мемориального комплекса «Воинам-сибирякам», Ленино-Снегирёвский военно-исторический музей.

- «Сформированные в Сибири, они защищали Москву» — на плите мемориального комплекса «Воинам-сибирякам».
- Мемориальный комплекс «Воинам-сибирякам», Ленино-Снегирёвский военно-исторический музей.
- «Защищая Москву, они стали гвардейскими» — на плите мемориального комплекса «Воинам-сибирякам».